# District d'Anand
Pour les articles homonymes, voir Anand.
Le district d'Anand est un district de l'état du Gujarat en Inde.

## Géographie
Le district a une population de 2 092 745 habitants pour une superficie de 3 204 km2.